# Beate Hopf
Beate Hopf (* 1943 oder 1944) ist eine deutsche Fernsehassistentin. Sie wurde bundesweit bekannt als Assistentin von Wim Thoelke in der ZDF-Quizshow Der große Preis seit Beginn der Show im Jahr 1974.
Beate Hopf begleitete die Kandidaten zu ihren Rateplätzen, stellte sie und ihr bevorzugtes Wissensgebiet vor und verlas mehrmals in der Sendung die Nummern von Gewinnerlosen der Aktion Sorgenkind, die der Kooperationspartner der Sendung war. Pro Sendung erhielt sie 750 Deutsche Mark. 
Hopf studierte Theaterwissenschaft und wurde später Unterhaltungschefin des Senders Freies Berlin. Im August 1998 erlitt Beate Hopf einen schweren Autounfall und musste danach zehn Monate im Krankenhaus verbringen. Heute lebt Beate Hopf in Kampen/Nordheide.